# Xatrac de Trudeau
El xatrac de Trudeau (Sterna trudeaui) és una espècie d'ocell de la família dels làrids (Laridae) que habita aiguamolls i llacunes de Xile, Uruguai i nord-est de l'Argentina.